# سیمونز ۲۲۲۹۴
سیارک ۲۲۲۹۴ (به انگلیسی: 22294 Simmons، نامگذاری:1989SC8) بیست و دو هزار و دویست و نود و چهارمین سیارک کشف شده‌است که در ۲۸ سپتامبر ۱۹۸۹ کشف شد.
قدر مطلق سیارک برابر ۱۵.۵ است.
این سیارک به نام مایکل سیمونز ستاره‌شناس آمریکایی نام‌گذاری شده است.